# Schlacht bei Temesvár
Pákozd –
Schwechat –
Kaschau –
Mór –
Hermannstadt –
Vízakna (Salzburg) –
Piski –
Mediasch –
Kápolna –
Hatvan –
Tápió Bicske –
Isaszeg –
Waitzen I –
Nagy-Salló –
Komorn I –
Mocsa –
Kács –
Pered –
Raab –
 Ács (Komorn II) –
Komorn III –
Hegyes –
Waitzen II –
Tura –
Segesvár –
Debreczin –
Szőreg –
Temesvár
Arad –
Deva –
Esseg –
Karlsburg –
Komorn IV –
Leopoldov –
Ofen –
Peterwardein –
Temesvár
Die Schlacht bei Temesvár (Timișoara) fand am 9. August (julianisch: 29. Juli) 1849 statt. Die Entscheidungsschlacht des Ungarischen Revolutionskrieges fand im Vorfeld von Neubeschenowa statt. Zunächst trafen 28.000 Mann (und 12.000 Russen) der österreichischen Hauptarmee (später auf etwa 60.000 Mann verstärkt) unter der Führung des FZM Baron Julius von Haynau auf 54.000 Mann und 108 Kanonen der ungarischen Armee unter dem Kommando der Generäle Henryk Dembiński und Józef Bem. Die von ungarischen Truppen umschlossene Stadt Temešvár wurde von den Kaiserlichen nach einer Umgehung der gegnerischen Front über Sanktandres nach 107-tägiger Belagerung entsetzt. Diese letzte „große“ Schlacht des ungarischen Unabhängigkeitskrieges bestand großteils nur aus Kanonenfeuer auf beiden Seiten. Die Auswirkungen des österreichischen Sieges waren im Augenblick des Kampfes nicht klar absehbar, bewirkten aber die baldige Waffenstreckung der ungarischen Insurrektions-Truppen. Das Banat wurde nach dem Krieg wieder österreichisches Kronland.

## Vorgeschichte

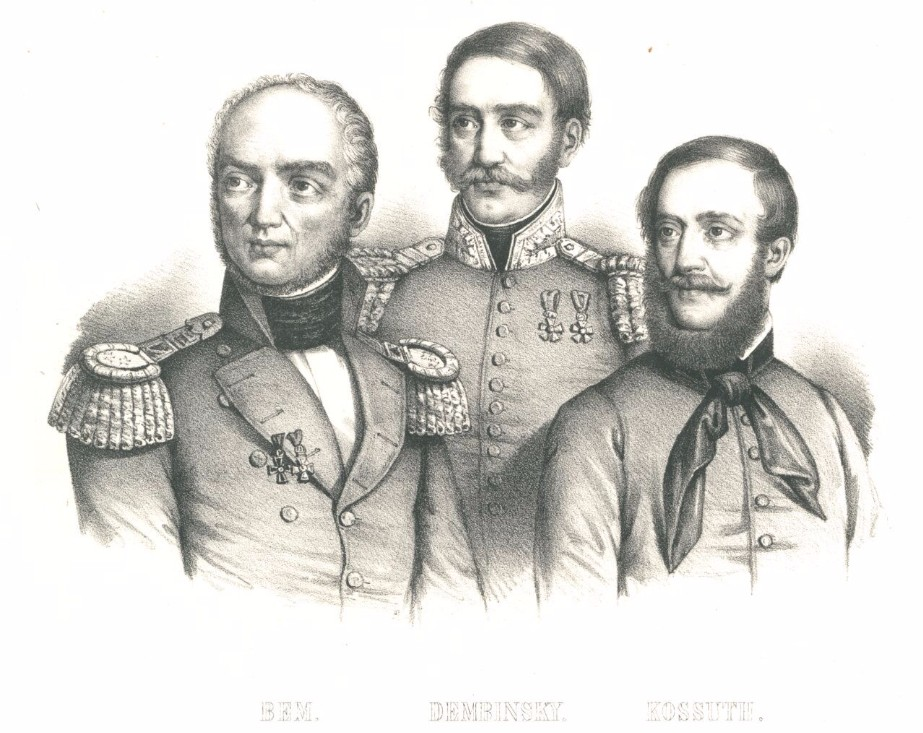
Die Führer der Ungarn: Jozef Bem, Henryk Dembinski und Lajos Kossuth

Anfang August bildeten die Flüsse Maros (Mureş) und Theiß eine natürliche Verteidigungslinie für die in das Banat abgedrängte ungarische Insurrektion. Die Festung Arad war Anfang Juli 1849 der ungarischen Revolutionsarmee in die Hände gefallen, im Rückzugsgebiet des westlichen Siebenbürgen sammelten sich als Rückhalt der nach Süden abgedrängten Hauptarmee auch starke Kontingente an Milizen und Landwehren.
Nach der Niederlage in der Schlacht von Szőreg (5. August) wurde die ungarische Südarmee von der siegreichen österreichischen Armee aus den Raum Szegedin nach Temesvar verfolgt. Während die italienische Legion unter Alessandro Monti den Rückzug der geschlagenen Ungarn deckte, wurde im Feldlager am 8. August ein Befehl von Kossuth umgesetzt: Der bisherige Befehlshaber Dembinski wurde durch General Józef Bem ersetzt, dessen Truppen für die bevorstehende Auseinandersetzung durch den Anmarsch der 15. Division unter General Kmety um 5500 Mann verstärkt wurde. Dembinski hatte die Verteidigungsstellung vor Temesvar noch zur Abwehr organisiert, bevor er am 9. August den Befehl an General Bem übergab.
Die Belagerung von Temesvar wurde gleichzeitig durch das ungarische 5. Korps unter Vecsey aufrechterhalten. In der Festung lagen unter Führung des FML Rukavina noch etwa 1200 Mann und 365 Reiter. Die anfangs 8600 Mann starke kaiserliche Besatzung war durch Seuchen bereits stark dezimiert.

## Verlauf

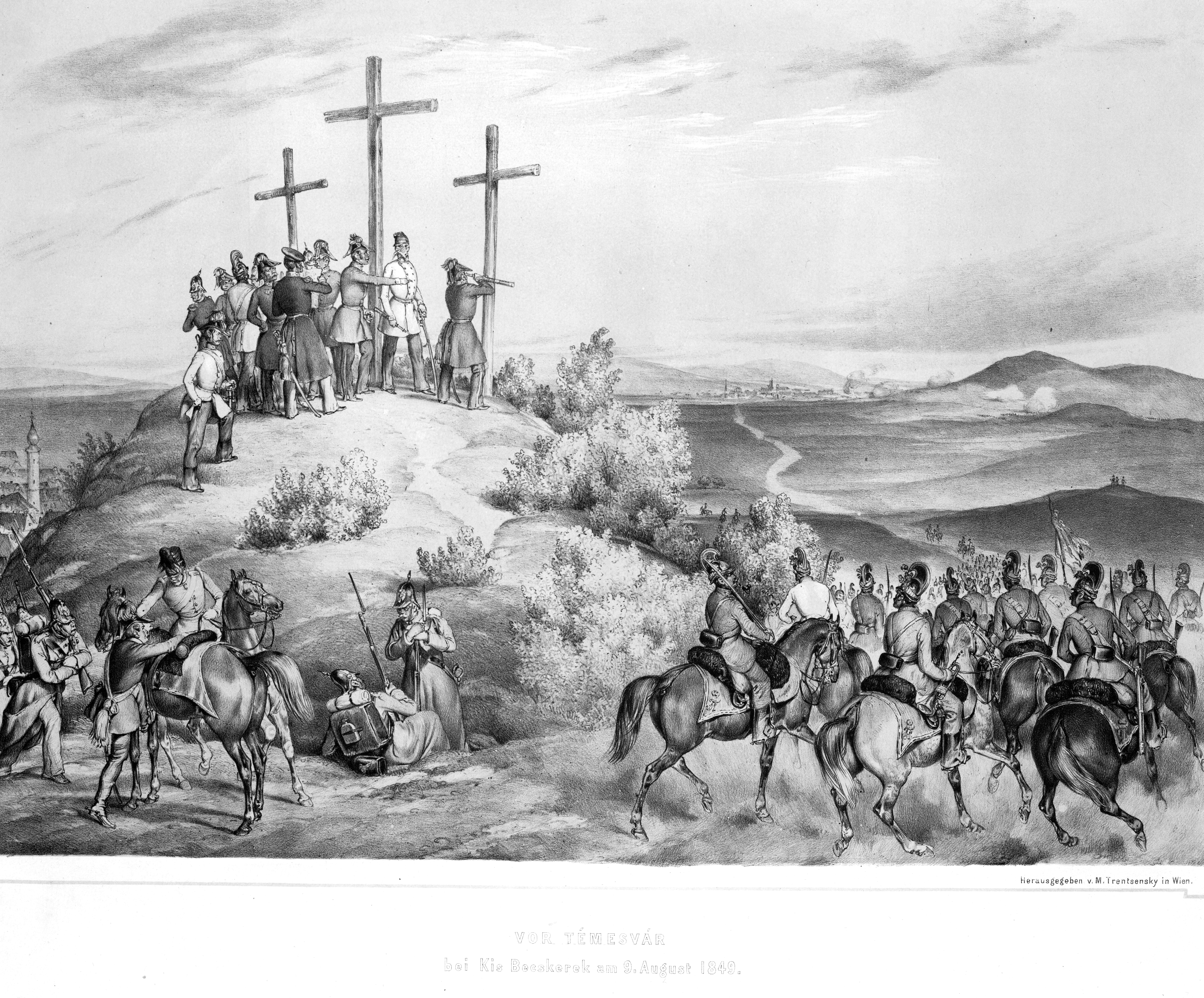
FZM Haynau auf einer Anhöhe bei Kis-Becskerek

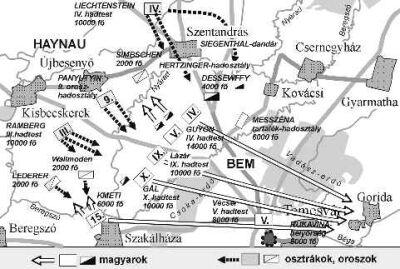

Am Morgen erwartete die ungarische Armee den Feind in der weiten Ebene vor Kleinbetschkerek in defensiver Schlachtordnung. Nachdem General Bem noch am Morgen beim Temesvarer Belagerungskorps erschien und General Vecsey Anweisungen für die kommende Schlacht überbrachte, begab er sich auf das Schlachtfeld, wo sich beide Heere in lang ausgedehnten Linien gegenüberlagen und die Geschütze bereits das Feuer eröffnet hatten.
Auf der Gegenseite hatte das österreichische I. Korps Schlik am Vortag einerseits den Befehl erhalten, den linken Flügel der Armee des kaiserlichen Oberbefehlshabers Haynaus zu decken und mit seiner Avantgarde-Division nach Winga vorzurücken und andererseits die Straße zwischen Arad und Temesvar zu blockieren. Ebenfalls am linken Flügel hatte das IV. Korps unter FML Franz Liechtenstein die Dörfer Hodon und Mercydorf zu besetzen und dann ebenfalls direkt auf Temesvar vorzugehen. General von Ramberg hatte in der Mitte mit seinem III. Korps Kleinbetschkerek und Sackelhausen zu besetzen. Am rechten Flügel deckte die Kavallerie unter Generalmajor von Lederer. Die verbündete russische Division unter General Panjutin wurde von Haynau als Reserve im zweiten Treffen des Zentrums belassen. Die Position der ungarischen Armee im nordwestlichen Vorfeld von Temesvar war schlecht gewählt, aber wegen der nötigen Aufrechterhaltung der Belagerung nicht anders anzusetzen. Die Ungarn konzentrieren vier Korps (jeweils in Divisionsstärke) zwischen Nyarad- und Berezges Bach, zum Schutz des ersten Treffens waren 108 Kanonen aufgefahren, welche das gegnerische Vorgehen möglichst verzögern sollten. Die Division unter Kmety wurde in Sackelhausen zur linken Flanke, im Nordosten befand sich das 10. Korps von Oberst László Gál, Generalmajor Richard Guyon stand mit seinem 4. Korps im Zentrum und das 9. Korps unter Generalmajor Arisztid Dessewffy auf der rechten Seite. Das Zentrum und die linke Flanke waren größtenteils in den Wäldern Csóka und Vadász stationiert.
Die Ungarn konnten 54.000 Mann mit 120 Geschützen einsetzen, während die österreichisch-russischen Truppen vor dem Eintreffen der Verstärkungen (erst am Nachmittag) etwa 60.000 Mann und 350 Kanonen auf dem Schlachtfeld vereinigen konnten. Die Schlacht begann am 9. August um 8.30 Uhr, als die österreichische Kavallerie unter dem Kommando von von Wallmoden-Gimborn die ungarische Nachhut angriff, welche sich nach einem kurzen Gefecht hinter den Bach Nyárád zurückzog. Die russische Division Panjutin und die k. k. Geschützreserve wurden aus ihrer bisherigen Lagerstellung in Bescherek in die Schlachtlinie vorgezogen und formierte sich rechts der Geschütz-Reserve auf den Höhen von Neubeschenowa, am linken Flügel deckte die Kavallerie-Brigade Simbschen. Bems Artillerie hielt Haynaus Bataillone auf Distanz, erlitt dann aber durch die stärkere Feuerführung der Kaiserlichen, welche von Generalmajor Hauslab geführt wurde, schwerere Verluste. Die im gegnerischen Artilleriefeuer standhaft gebliebene russische Division unter Panjutin hatte einen erheblichen Anteil an dem sich abzeichnenden Sieg der kaiserlichen Waffen. Haynau setzte gegen die Bedrohung seiner rechten Flanke durch ungarische Husaren eine erfolgreiche Attacke der schweren Kavallerie-Brigade unter Generalmajor Lederer an.
Um 16.00 Uhr nachmittags griff das eingreifende Liechtensteinische Korps die Ungarn frontal an ihrer rechten Flanke über Sanktandres an. Die ungarische Armee musste sich darauf in Richtung des Nyárád-Bachs zurückziehen. General Bem befahl Kmety, am linken Flügel nach vorne zu gehen, während er sich selbst zur rechten Flanke begab. General Dessewffy versuchte vergeblich mit seinen Truppen Liechtensteins Angriff mit dem Feuer aus drei Kanonen aufzuhalten, doch das 4. und 9. Korps begannen sich bereits zurückzuziehen. Dessewffys Kolonne musste sich darauf ebenfalls zurückziehen, um zu verhindern, dass er vom Gegner abgeschnitten wurde.
Die österreichische Armee drängte den Ungarn sofort nach. Am Südrand der Festung fuhren gegen 16.30 Uhr bei Sanktandres 24 Geschütze der Division Herzinger auf und dezimierten die Linie der ungarischen Milizen. Bems Armee begann sich ohne großen Infanteriekampf aufzulösen, die restlichen Truppen flüchteten in Richtung Lugosch. Der Rest der Aufständischen wurde schnell geschlagen und die in Temesvár belagerte kaiserliche Garnison unter Rukavina befreit. Der ungarische General Mór Perczel traf bei der zurückgehenden ungarischen Nachhut ein, um die verfolgende österreichische Armee anzugreifen, er versuchte mit seiner 9. Division einen Gegenangriff nach Neubeschenowa anzusetzen, zog sich dann aber ebenfalls ohne Kampf über den Nyárád zurück. Das am schwersten durch Desertation betroffene ungarische 9. Korps war auf 7000 Mann geschrumpft. Haynau machte zwischen 6000 und 7000 Mann zu Gefangenen, die größte Zahl an gegnerischer Gefangenen, die seit der Winterkampagne eingebracht werden konnte. Die blutigen Verluste der Schlacht waren auf beiden Seiten gering, etwa 36 Tote und 172 Verwundete bei den Kaiserlichen und 500 Mann bei den Ungarn, dazu kamen bald über 6000 Kriegsgefangene und Deserteure.

## Folgen
Nach der Schlacht war es für die Ungarn nicht mehr möglich, die Revolution kriegerisch fortzusetzen. General Dembiński manövrierte die Reste seiner Armeeteile zwischen Maros und Szőreg und räumte alle Positionen, als ihr die österreichische Armee bei Újszeged den Weg verlegte und jederzeit in Richtung des Flusses Theiß vorrücken hätte können. Während des Rückzugs löste sich die ungarische Südarmee schnell auf und nur noch die Hälfte erreichte den Raum um Lugosch, wo sie bald kapitulieren musste. Görgeys Hauptarmee, derweil von der russischen Hauptmacht verfolgt, versuchte sich mit dem bei Temesvár geschlagenen Bem und Dembinski bei Lugosch zu vereinigen. Die Truppen des Grafen Schlick vereitelten jedoch dieses Vorhaben, indem sie am 10. August die aus Arad vorgeschickte ungarische Avantgarde bei Dreispitz zurücktrieben. Die russische Division Panjutin erhielt bereits Befehl, die österreichische Hauptarmee zu verlassen und seine Division nach Arad zu bringen, um sich dort mit dem III. Korps unter Graf Rüdiger zu vereinigen. Nach dem Sieg Haynaus bei Temesvár besetzte der Banus Pancsova und erreichte am 16. August die Verbindung mit der Hauptarmee Haynaus in Neupetsch.
Obwohl die Ungarn weiter verteidigten wollten, kam es nach dem Theiß-Übergang Haynaus bei Újszeged zur Waffenstreckung. Die Niederlage brachte auch die im Raum Arad stehende ungarische Hauptarmee unter Görgey, in eine aussichtslose Situation, so dass diese am 1. (13.) August 1849 gegenüber den Russen unter General Rüdiger bei Vilagos kapitulierte.